# Evaniella concolor
Evaniella concolor är en stekelart som först beskrevs av Taschenberg 1891.  Evaniella concolor ingår i släktet Evaniella och familjen hungersteklar. Inga underarter finns listade i Catalogue of Life.